# 李曾鵬展
李曾鵬展（1933年—2003年8月3日），藝名李太，七十至九十年代香港著名電視烹飪節目主持人。與丈夫李小覺育有兩子兩女，分別為李天緣、李摯緣、李奇緣、李美緣。

## 生平
- 1933年在廣東省連縣出生。
- 1949年到香港。
- 1960年代開始出任烹飪導師。
- 1970年代開始在麗的電視及無綫電視主持電視烹飪節目。
- 1995年移民加拿大怡陶碧谷。
- 2000年11月在喬宏電影佈道會中決志。
- 2002年3月接受水禮，同年夏天中風。
- 2003年8月3日在多倫多因中風併發肺積水逝，終年70歲。

## 個人生活
婚後不久，李太在香港西區婦女會任職烹飪教師，後獲友人超羣創辦人李曾超羣介紹下在麗的電視主持烹飪節目，其後又在香港無線電視及香港電台主持同類節目，奠定了香港烹飪節目的模式。在電視節目「婦女新姿」的烹飪環節「今晚食乜餸」中，曾經邀請多位歌影視紅星合作，包括黎明、梁朝偉、劉德華。
從1980年開始，她陸續將烹飪心得編輯成書，由香港博益出版社印行，共達五十餘本。其間更經常應邀往多間機構（包括史雲生、李錦記） 學校及國內傳播單位，主持講座、講授課程及作示範，由是以廚藝知名於時。

## 香港人最熟識的經典話
在短短五至十分鐘內教導觀眾後，李太總會「由於時間關係...」，拿出一碟預先做好的精緻小菜。
她在烹飪中並不主張用昂貴的材料烹製名貴菜色，而是採取最普通的材料，花最少的金錢而用最精細的心思，最巧妙的配搭去烹製可口佳餚，與家人分享以增進親情。她的著述，分別以中英文詳述烹調方法，深受中外主婦欣賞，對推動家庭樸實生活和推廣中國飲食文化亦作出貢獻。